# Hlavní vojenská politická správa Ozbrojených sil Ruské federace
Hlavní vojenská politická správa Ozbrojených sil Ruské federace (rusky Главное военно-политическое управление Вооружённых сил Российской Федерации), zkratkou GVPU VS RF (ГВПУ ВС РФ), je ústřední vojensko-politický orgán ozbrojených sil Ruské federace, odpovědný za vštěpování ideologické loajality k vládnoucímu režimu v armádě. Je oživením hlavní politické správy sovětské éry, a neformálně je označováno stejnou zkratkou GlavPuR (ГлавПУР).

## Historie
GVPU byla zřízena dekretem prezidenta Vladimira Putina dne 30. července 2018 a jejím velitelem jmenován generálplukovník Andrej Kartapolov. Náčelník GVPU je jedním z náměstků ministra obrany. První informace o vytvoření orgánu se objevily v médiích v únoru 2018, s odkazem na zdroje z ministerstva obrany, které uváděly, že bude reorganizován z Hlavní personální správy, nástupkyně hlavní vojensko-politické správy sovětské armády a námořnictva, rozpuštěné po srpnovém pokusu o převrat v roce 1991, v rámci odstraňování vlivu komunistické strany z ozbrojených sil. Alexandr Kanšin, místopředseda veřejné rady ministerstva obrany, poznamenal, že „v kontextu globální informační a psychologické konfrontace se role morální a politické jednoty armády a společnosti nezměrně zvyšuje,“ pro což „je nutná radikální restrukturalizace a významné posílení celé organizace ozbrojených sil, která bude organizovat, řídit a bude zodpovědná za morální a ideologickou složku v ruské armádě.“ Podle zpráv z médií byla myšlenka znovuvytvoření politické správy prosazována ministrem obrany Sergejem Šojgu. Oživení správy bylo ruskými oficiálními místy prezentováno jako součást vystupňované konfrontace se Západem, přičemž Viktor Bondarev je popsal jako „důležité pro zajištění národní bezpečnosti“ v reakci na údajnou „kampaň západních nepřátel s cílem zdiskreditovat obraz Ruska a ruské armády.“

### Působnost
Oficiálně GVPU „organizuje vojensko-politickou práci v ozbrojených silách“ prostřednictvím politických zástupců velitelů a plní cíle ministerstva obrany v oblasti „rozvíjení a realizace opatření zaměřených na propagaci činnosti ozbrojených sil, zvýšení společenské autority a prestiže vojenské služby a zachování a posílení vlasteneckých tradic.“  Správa absorbovala Hlavní personální správu, která se stala ředitelstvím v rámci GVPU, převzala odpovědnost za paramilitární mládežnickou organizaci Junarmija a „patriotickou výchovu“, oddělení kultury a tiskovou službu ministerstva obrany, stejně jako odpovědnost za publikaci médií ozbrojených sil.
V tisku byl vznik GVPU vnímán jako návrat k sovětské praxi politických komisařů, kteří se zabývali politickou propagandou v ozbrojených silách. Nicméně generál ve výslužbě Leonid Ivašov uvedl, že „bez mocného schématu politického vzdělávání a ideologického vzdělávání je nyní nemožné vybudovat armádu,“ protože „na Západě se objevili odpůrci Ruska“ a ruská státní média otevřeně uvedla, že „Rusko se nemá za co stydět“ a „rozhodnutím nově vytvořit starou strukturu, Rusko otevřeně deklaruje, že se účastní globální vojensko-geopolitické konfrontace.“
Od 22. května 2024 začala Hlavní politická správa vydávat časopis Politruk (rusky Πолитрук) zaměřený na politickou výchovu ruských vojáků.

## Velitelé
- generálplukovník Andrej Kartapolov (30. července 2018 – 5. října 2021)
- generálmajor Viktor Miskovec (prozatímní, 5. října – 12. listopadu 2021)
- generálplukovník Gennadij Židko (12. listopadu 2021 – 28. července 2022)[21]
- generálplukovník Viktor Goremykin (28. července 2022 – dosud)[22]